# 劉雲适
劉雲（1931年—），綽號「饅頭伯」，筆名「大衛漢孫」（David Hanson），山東商河人，台灣記者、作家，曾經上街頭「賣辭典送饅頭」，曾引起台灣各種媒體廣泛報導。

## 生平

### 早年生活
劉雲适是山東商河人，從小不喜讀書，18歲時隨蔣介石的國軍撤退到台灣。到台後，進入第四軍官訓練班軍士隊受訓。他這時求知若渴，拼命學習。結果，畢業時出乎意料地得了第一名，並獲得出身清華與美國普度大學、維吉尼亞軍校的孫立人將軍賞識與派任。第四軍官訓練班畢業後兩年，他被時任陸軍總司令的孫將軍派到部隊當督訓官。下班後與例假日時間，可以完全自己利用進修。為求讀書專注，曾斷左小指自惕。
離開軍隊做平民後，他無依無靠，又無積蓄。為求專心攻讀英文，他選擇夜間踩三輪車載客維生，白天在美爾頓修習英文。踩三輪車時，經常從衣袋裡掏出生字本，默記英文生字。午夜回家途中，街上行人稀少，邊踩三輪車邊朗聲背誦課文。英文讀到大學程度，在向教育部申請核准下，他以同等學歷的資格，考上政治大學，當時他已31歲。畢業後曾任職中央通訊社、英文中國郵報記者與特約主筆。

### 作家生涯
55歲時，原創研究與自費出版，費時約10年自編漢英辭典。1997年時的初版3,500本賣光，但2005年時修訂後的再版《傳世漢英-英漢寶庫》（Chuan-Shi Chinese-English and English-Chinese Thesaurus）卻滯銷，2010年仍有許多本庫存堆在家中。因而親自上街頭「賣辭典送饅頭」，獲聯合報記者王宏舜先生首先大篇幅報導，並稱劉雲适為「饅頭伯」，導致在中文媒體廣泛報導與引用。
2011年後，劉雲适在兒子劉家齊助理下，採訪寫成英漢雙語《成功源自解決疑難:20篇精英成名史》（Success Comes from Solving Problems: 20 Famous Elites Tell Their Stories）。兩書均獲五顆星書評，行銷五十餘國。他說，他所做的一切，有一半是他妻子劉葉瓊美的功勞。

### 晚年生活
其後，劉雲适以外丹功與海釣來調養身體，維持健康，他表示「海釣是窮人的高爾夫運動」。他另以操作股票賺錢來養活自己，以減少依賴太太的退休金。同時，他義務協助英譯國際論文，來提升台灣學術的國際地位。

## 筆名
David是劉雲适在美爾頓學英文時，老師給他取的英文名字。Hanson如分開來，成Han與son。最能代表Han dynasty（漢朝）的當然是劉姓漢帝，漢帝的子孫（son）自然姓劉。因此Hanson是劉的推理英譯法。那麼David Hanson就是劉雲适的英文譯名，也說得通。

## 作品
- 《中英譯寫詞庫》
- 《傳世漢英辭庫》，ISBN 957973593X
- 《傳世漢英-英漢寶庫》：給予五顆星書評的是aNobii[1]。

- 《成功源自解決疑難:20篇精英成名史》：給予五顆星書評的是亞馬遜公司[2]。主要評語是：「這是一本真正使人勵志的書」（This is a truly inspiring book）。

## 外部連結
- 人物專訪：劉雲适
- 老翁自編字典 你買1本我送6個饅頭
- 傳世漢英辭庫
- 劉雲適官網(新版)（页面存档备份，存于）
- Amazon劉雲適專頁